# Light My Fire (песня)
«Light My Fire» (с англ. — «Зажги мой огонь») — песня американской рок-группы The Doors, выпущенная на дебютном альбоме The Doors. Выпущенная в качестве сингла в апреле 1967 года, она провела три недели на первом месте в горячей сотне Биллборда. Песня была в большей степени написана Робби Кригером, но на альбоме в качестве автора выступала вся группа.
Живая версия была выпущена в 1983 на концертном альбоме Alive She Cried — первом из нескольких концертных альбомов, выпущенных в последующие десятилетия и включающих эту песню.
Сингл был удостоен золотого статуса в 1967, после продажи одного миллиона копий. В Великобритании песня достигла всего 49-го места в чарте, но вышедшая после переиздания версия достигла уже 7-го места. Переиздание произошло в конце возрожденного интереса к группе, который возрос благодаря снятому Оливером Стоуном биографическому фильму «Дорз» (1991).
В 2004 году песня заняла 35-е место в списке 500 величайших песен всех времён по версии журнала Rolling Stone и 7-е место по мнению канала VH1.

## Чарты
| Чарт (1967)                       | Наивысшая позиция               |
| --------------------------------- | ------------------------------- |
| Australian Go-Set National Top 40 | 16                              |
| Irish Singles Chart               | 1                               |
| Netherlands Singles Chart         | 27                              |
| UK Singles Chart                  | 49 (1967), 7 (переиздание 1991) |
| U.S. Billboard Hot 100            | 1                               |
| U.S. Cash Box Top 100             | 1                               |

Также, версия песни, представленная Уиллом Янгом, в 2002 году две недели (с 8 по 21 июня) занимала первое место в хит-параде Великобритании.

## Интересные факты
- Джим Моррисон написал только две строчки песни, «And our love become a funeral pyre» и «Try to set the night on fire».[10].
- 17 сентября 1967 года The Doors были приглашены на знаменитое Шоу Эда Салливана, организаторы попросили их заменить строчку «Girl, we couldn’t get much higher» (Девочка, кайфовее быть уже не могло) на более приличную. Моррисон пообещал, но всё равно её спел. После выступления он сказал Салливану, что сильно нервничал и про обещание забыл. Однако группу в это шоу больше не приглашали[11].
- В 1967 фирма Buick предложила 75 тысяч долларов группе за использование этой песни в рекламе нового автомобиля. Джима Моррисона не было в городе, в его отсутствие трое остальных участников группы дали своё согласие. По возвращении Моррисон узнал о сделке и пришёл в ярость. Он позвонил в Buick и пригрозил, что если реклама пойдёт в эфир, то он лично разобьёт кувалдой этот автомобиль в телеэфире[11][12].
- В 1969 году кавер-версия песни в исполнении Хосе Фелисиано выиграла премию «Грэмми» в номинации Лучшее мужское вокальное поп-исполнение.
- На закрытии концерта в новоорлеанском «Пакгаузе» 12 декабря 1970 — «Light My Fire» стала последней песней, сыгранной группой вчетвером, и последней песней Моррисона, исполненной им со сцены.

## Влияние на популярную культуру
- В фильме Изгой (2000) герой Тома Хэнкса торжественно поет «Come on, baby, light my fire», когда ему удалось раздобыть огонь.
- В компьютерной игре Dead Island есть достижение под названием «Light my fire».
- Финская дум-метал группа Amorphis исполнила кавер этой песни, записав его на EP «Black Winter Day» 1995 года.